# Tour Espace 2000
La tour Espace 2000 est un gratte-ciel résidentiel situé dans le quartier du Front de Seine, dans le 15e arrondissement de Paris, en France.